# Wilhelm Struve (Politiker, 1874)

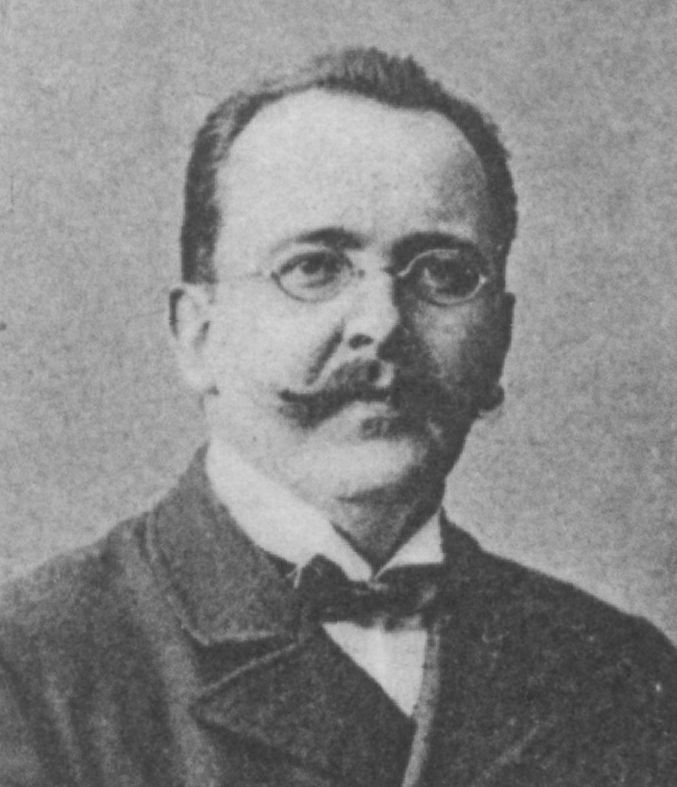
Wilhelm Struve als Reichstagsabgeordneter 1912

Peter Rudolf Wilhelm Struve (* 24. Oktober 1874 in Schenefeld; † 4. September 1949 in Kiel) war ein deutscher Mediziner, Politiker und Mitglied des Deutschen Reichstags.

## Leben
Struve besuchte die Volksschule in Schenefeld, das Gymnasium in Altona bis 1893 und die Universitäten München, Leipzig und Kiel bis 1898. Er hatte eine Privatpraxis für Haut- und Harnleiden in Kiel seit 1900. 1895 diente er beim Leibregiment in München. Seit 1903 hat er in der Provinz Schleswig-Holstein an der Einigung aller Liberalen mitgearbeitet.
Von 1907 bis 1918 war er Mitglied des Deutschen Reichstags für den Wahlkreis Provinz Schleswig-Holstein 9 (Oldenburg in Holstein, Plön) und die Freisinnige Vereinigung.
Von 1930 bis 1933 war Struve für die Deutsche Demokratische Partei bzw. Deutsche Staatspartei Mitglied des Preußischen Staatsrates.